# Liste des autorails du PLM

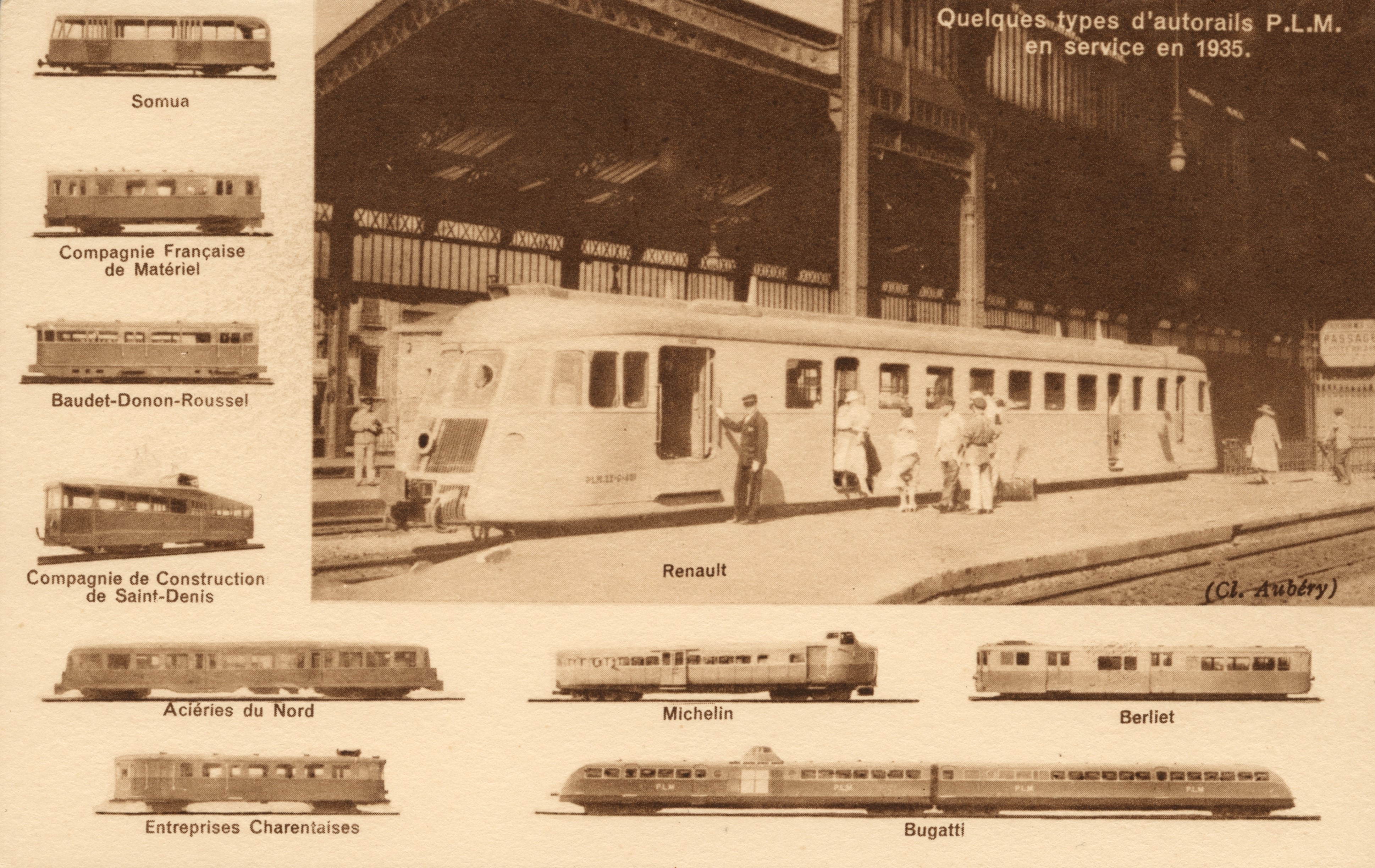
Carte postale illustrant plusieurs séries d'autorails PLM en 1935.

La Compagnie des chemins de fer de Paris à Lyon et à la Méditerranée (PLM) intègre au sein de ses effectifs de matériel roulant un certain nombre d'autorails à motorisation thermique (essence ou Diesel) entre la fin des années 1920 et 1937. Dès 1929, le PLM fait appel à un constructeur automobile — Renault — pour obtenir ses deux premiers autorails. Le concours de 1932, au cours duquel la compagnie invite les constructeurs automobiles à concevoir un autorail selon un cahier des charges précis, marque véritablement l'entrée de la traction thermique dans les effectifs et se veut être une réponse efficace face à l'augmentation des coûts d'exploitation et à la baisse de fréquentation des lignes secondaires. Entre 1933 et la nationalisation en 1938, le PLM passe commandes d'autorails plus lourds et plus rapides pour assurer des liaisons longues sur les artères et les nœuds ferroviaires importants ou des missions sur les parcours plus exigeants des lignes de montagne. Les autorails bleus et gris du PLM sont pour la plupart reversés au parc de la Société nationale des chemins de fer français (SNCF) lors de sa création en 1938, et certaines unités ne sont radiées que dans les années 1970.

## Premiers essais et prototypes

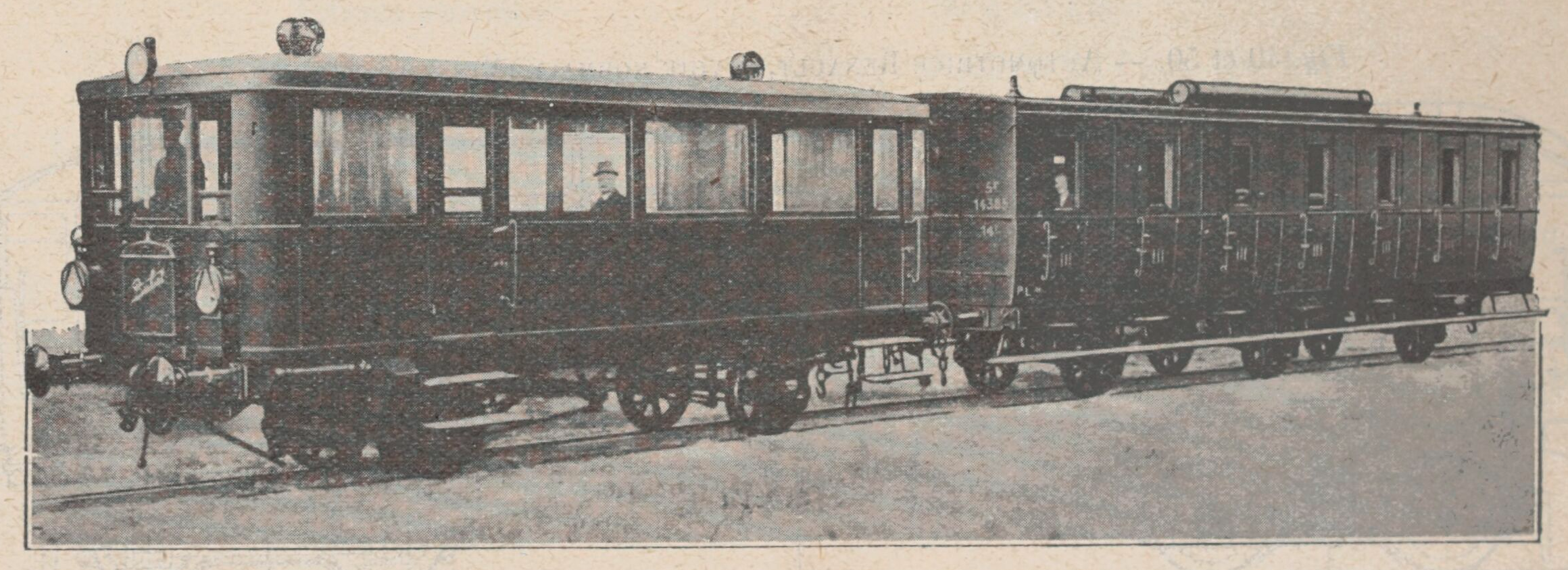
Berliet ANA en 1922 remorquant une voiture de troisième classe du PLM à Vénissieux.

Au sortir de la Première Guerre mondiale, le monopole des compagnies ferroviaires est mis à mal par le développement du transport automobile. Les frais d'exploitation augmentent alors que les fréquentations des lignes secondaires régressent. La première solution pour pallier cette situation est la mise en service d'automotrices à vapeur dont l'exploitation est plus souple mais qui restent coûteuses en consommation et en entretien. Le moteur thermique, d'abord à essence puis au gazole, va finir par s'imposer. Les premiers engins construits sont de petite taille et reprennent les grandes lignes de la construction automobile avant que des autorails plus lourds et répondant aux standards de la construction ferroviaire ne soient commandés par les grands réseaux. Le PLM s'inscrit dans cette démarche d'expérimentation de la traction thermique dans les années 1920, bien que les réseaux du Midi et de l'État se montrent encore plus audacieux dans ce domaine.
Le petit autorail à essence Berliet ANA est essayé dès 1922 sur le réseau du Chemin de fer de l'Est de Lyon (CFEL) entre la gare de Lyon-Est et Aoste - Saint-Genix après des marches sur l'embranchement de Berliet à Vénissieux,. En parallèle, les premiers locotracteurs à essence de la compagnie, livrés également par Berliet, sont mis en service vers 1924 et marquent les premiers pas de la traction thermique sur le PLM.
Renault livre en 1929 au PLM deux autorails du type PS dérivé du type PF à voie métrique. Ils sont immatriculés ZZACEyf 23101 et 23102 et sont affectés aux navettes entre Mouchard et Salins-les-Bains,. Reposant sur deux bogies, la caisse de forme parallélépipédique est en bois tôlé sur une armature en acier. 
Le 4 août 1932, Dunlop — inspirée par le développement des michelines — présente sur la ligne de La Ferté-Hauterive à Gannat son prototype « railroute » qui est un engin capable de rouler à la fois sur rail et sur route. Il est construit à partir d'une automobile de série carrossée en petit autobus. Les pneus sont conservés pour rouler sur la route et adhérer au rail tandis que le guidage sur voie ferrée s'effectue grâce à des galets à boudin. Le « railroute » atteint les 100 km/h et peut alors s'arrêter en 50 m ; le passage de la route au rail ne prend que quelques minutes. En 1935, Dunlop livre à la compagnie du PO-Midi un autorail sur pneus : l'autorail Dunlop-Fouga.

## Concours de 1932
Face à la concurrence qui s'intensifie avec l'aérien et l'automobile et surtout aux déficits qui ne cessent de croître, les années 1930 sont rudes pour les compagnies ferroviaires qui sont contraintes de fermer de plus en plus de lignes secondaires. L'autorail apparaît comme étant une solution possible pour limiter les coûts d'exploitation et endiguer le phénomène. Aussi, le PLM décide en 1931 d'organiser un concours entre constructeurs automobiles. La compagnie estime qu'il s'agit du moyen le plus sûr d'obtenir des autorails répondant à son cahier des charges :
- autorail à classe unique pouvant transporter au moins quarante personnes assises et dix debout ;
- fourgon aménagé pour transporter 1 000 kg de charge ;
- vitesse atteinte en palier de 90 km/h et de 60 km/h en rampe de 15 ‰ ;
- freinage permettant un arrêt de l'engin en moins de 120 m à 90 km/h et en pente de 5 ‰ ;
- motorisation dont le carburant est de l'huile lourde (gazole) ;
- moteur pouvant être changé sans démontage de la caisse ;
- accouplement possible pour réaliser un jumelage entre deux unités du même type.

Dès janvier 1932, la compagnie annonce avoir reçu un certain nombre de projets. Les résultats du concours sont annoncés en mars 1932. L'Administration supérieure du chemin de fer autorise l'achat de vingt-deux autorails auprès de huit constructeurs,,.
| Groupe                                        | Type                                                  | Constructeur                           | Effectif | Caractéristiques annoncées |
| --------------------------------------------- | ----------------------------------------------------- | -------------------------------------- | -------- | --- |
| Groupe I Véhicules offrant 40 places assises  | Type « chemin de fer » Conception ferroviaire allégée | Baudet Donon Roussel                   | 4        | Autorail à deux essieux (dont un moteur) à caisse métallique, avec deux postes de conduite et offrant 40 places assises et 20 places debout.                                            |
| Groupe I Véhicules offrant 40 places assises  | Type « chemin de fer » Conception ferroviaire allégée | Compagnie générale de construction     | 4        | Autorail à deux essieux (tous moteurs) à caisse et châssis métalliques, avec un seul kiosque de conduite surélevé et offrant 44 places assises et 20 places debout.                     |
| Groupe I Véhicules offrant 40 places assises  | Type « chemin de fer » Conception ferroviaire allégée | Delaunay-Belleville                    | 2        | Autorail à deux essieux (tous moteurs) à caisse en duralium et châssis métallique, avec un seul poste de conduite.                                                                      |
| Groupe I Véhicules offrant 40 places assises  | Type « automobile » Conception automobile             | SOMUA                                  | 2        | Autorail à deux essieux (dont un moteur) à caisse métallique et châssis automobile, avec un seul poste de conduite et offrant 40 places assises et 10 places debout.                    |
| Groupe I Véhicules offrant 40 places assises  | Type « automobile » Conception automobile             | CFMCF                                  | 2        | Autorail à deux essieux (dont un moteur) à caisse à charpentes en bois et châssis automobile, avec deux postes de conduite et offrant 40 places assises et 10 places debout.            |
| Groupe II Véhicules offrant 60 places assises | -                                                     | Entreprises industrielles charentaises | 4        | Autorail monté sur un bogie moteur à l'avant et un essieu porteur à l'arrière à caisse en duralium, avec un seul poste de conduite offrant 61 places assises et quelques places debout. |
| Groupe II Véhicules offrant 60 places assises | -                                                     | Renault                                | 2        | Autorail à deux bogies de trois essieux (tous moteurs) à caisse en métal léger, avec un seul kiosque de conduite surélevé et offrant 58 places assises et 10 places debout.             |
| Groupe II Véhicules offrant 60 places assises | -                                                     | Aciéries du Nord                       | 2        | Autorail à deux bogies (dont un moteur) à caisse en duralium, avec deux postes de conduite et offrant 56 places assises et 20 places debout.                                            |

Les livraisons ont lieu au cours des mois suivants. Deux constructeurs livrent des engins présentant des différences notables avec ce qui a été originellement annoncé. Les Entreprises industrielles charentaises fournissent quatre autorails Pauline de type 2 bis montées sur deux faux bogies rigides tandis que Renault livre deux VH prototypes à bogies à deux essieux et équipés de postes de conduite de part et d'autre de l'engin.
Le deux autorails SOMUA effectuent rapidement des essais entre Vénissieux et Rives. Affectés à Pontarlier, ils sont mis en service le 1er juin 1933 sur la ligne de Pontarlier à Gilley ce qui marque le début des services réguliers d'autorails au PLM,. Ils sont rejoints dans leur mission par les autorails BDR en 1934 sur l'étoile de Pontarlier. Le deux autorails Renault sont essayés dès d'avril 1933 puis mis en service le 1er septembre 1933 sur la ligne de Lyon à Grenoble. Les deux engins des Aciéries du Nord entrent en service commercial entre Toulon, Hyères et les Salins-d'Hyères le 15 septembre 1933.

## Commandes postérieures
Pour la plupart, les engins livrés à l'issue du concours de 1932 sont satisfaisants et remplissent correctement la tâche pour laquelle ils ont été conçus, à savoir remplacer les trains omnibus sur les lignes à faible trafic,. Seuls les deux autorails Delaunay-Belleville sont jugés décevants et ils sont relégués à l'école de conduite de Dijon. Seulement, le PLM se montre désireux d'attribuer à des autorails des relations plus longues, plus rapides ou au profil plus difficile et les engins dont la compagnie dispose ne permettent pas de remplir ces missions. Le PLM va donc continuer à étendre son parc d'autorails en commandant auprès des constructeurs des autorails et des rames automotrices Diesels qui seront progressivement mis en service entre 1934 et 1937.
Faisant suite aux deux prototypes de VH de 1933, le PLM commande à la Régie Renault treize VH supplémentaires, cinq ABV et dix-neuf ABJ 1,. Avec quarante-deux unités livrées, les autorails Renault représentent le plus gros contingent aux effectifs du PLM. Pour assurer des relations rapides et longues distances, la compagnie réceptionne trente-sept autorails Bugatti de quatre types différents : double, court, allongé et surallongé. Ces engins deviendront un argument commercial important pour séduire une clientèle aisée et pressée sur des relations rapides entre Paris et Lyon ou Vichy ou sur la Côté d'Azur.
Les Entreprises industrielles charentaises (EIC), la Société d'outillage mécanique et d'usinage d'artillerie (SOMUA) et les Aciéries du Nord (ADN) livrent de nouveaux types d'autorails après avoir déjà été sélectionnées lors du concours de 1932. Deux nouvelles Paulines type 2 bis sont réceptionnées à Alès en 1934, rejointes en 1937 par un exemplaire similaire en provenance de l'AL, ce qui porte à sept unités le parc d'autorails des EIC. Onze engins SOMUA à deux caisses rejoignent le centre d'autorails d'Avignon et douze autorails ADN sont livrés au dépôt de Chalon-sur-Saône.
Le PLM demande à Berliet d'étudier deux prototypes d'autorails à transmission Diesel-électrique pour essayer ce mode de transmission sur les rudes rampes des lignes alpines. Satisfait de cette expérimentation, la compagnie commande quatre autorails de même type pour le transport de marchandises et de messagerie puis quatorze engins de conception similaire avec une motorisation plus puissante. De Dietrich livre huit autorails de 330 ch qui sont affectés au dépôt de Besançon. D'autres engins De Dietrich commandés par le PLM sont finalement livrés à la compagnie de l'Est dans le cadre des regroupements des autorails de même type en amont de la création de la SNCF et les deux autorails de 500 ch commandés par le PLM sont réceptionnés par la SNCF après 1938. Après avoir essayé un Decauville Nord à transmission mécanique, le PLM achète à Decauville neuf autorails de 600 ch à transmission Diesel-électrique pour la desserte de la ligne des Alpes ; ils sont équipés pour remorquer des véhicules non motorisés et leur puissance leur permet de franchir les fortes rampes des lignes qu'ils parcourent. Enfin, le PLM intègre des michelines à ses effectifs : la compagnie commande à Michelin six michelines type 21 affectées à Besançon et cinq michelines type 23 rattachées à Clermont-Ferrand, au plus près de leurs origines auvergnates. Ces dernières s'illustrent par des caractéristiques singulières : la caisse unique de plus de 30 m de long repose sur trois bogies articulés à quatre essieux.
En mai 1936, le parc moteur du PLM comporte 121 autorails. À l'été 1937, vingt unités supplémentaires ont été réceptionnées portant l'effectif à 141 engins.
De nombreux autorails du PLM sont intégrés aux effectifs de la SNCF en 1938. Certains, comme les SOMUA de Pontarlier après seulement six ans de service, sont victimes des fermetures aux voyageurs de nombreuses lignes secondaires dès la fin des années 1930. Les derniers autorails Berliet sont radiés dans les années 1950 tandis que certains ABJ circulent jusqu'au milieu des années 1970.

## Centres d'autorails et école de conduite de Dijon
L'arrivée massive des autorails, engins nouveaux dont l'entretien demande un savoir faire peu connu jusqu'alors dans un monde ferroviaire dominé par la vapeur, va conduire le PLM à construire des centres spécialisés, attenants aux installations classiques des dépôts de maintenance. Ces centres d'autorails disposent alors de tout le matériel nécessaire pour la maintenance des engins, mais aussi d'infrastructures de garages, de lavage ou de stockage et de distribution de carburants,.

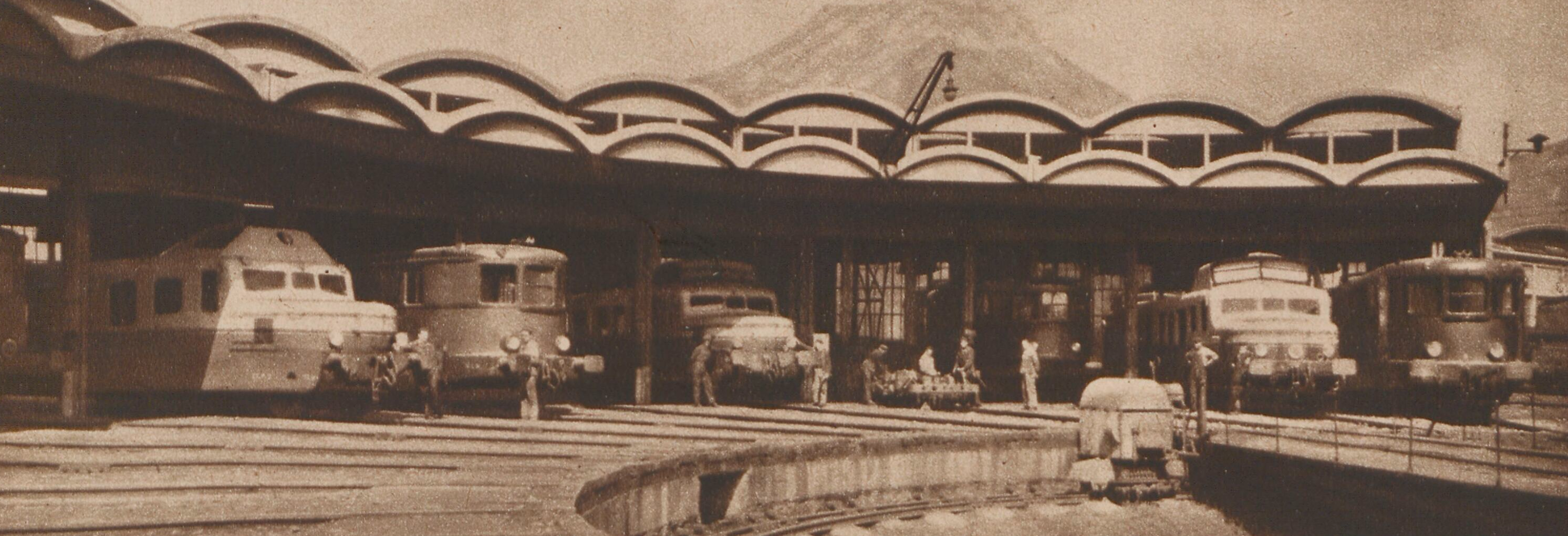
Centre de Grenoble avec autorails Berliet et Decauville.
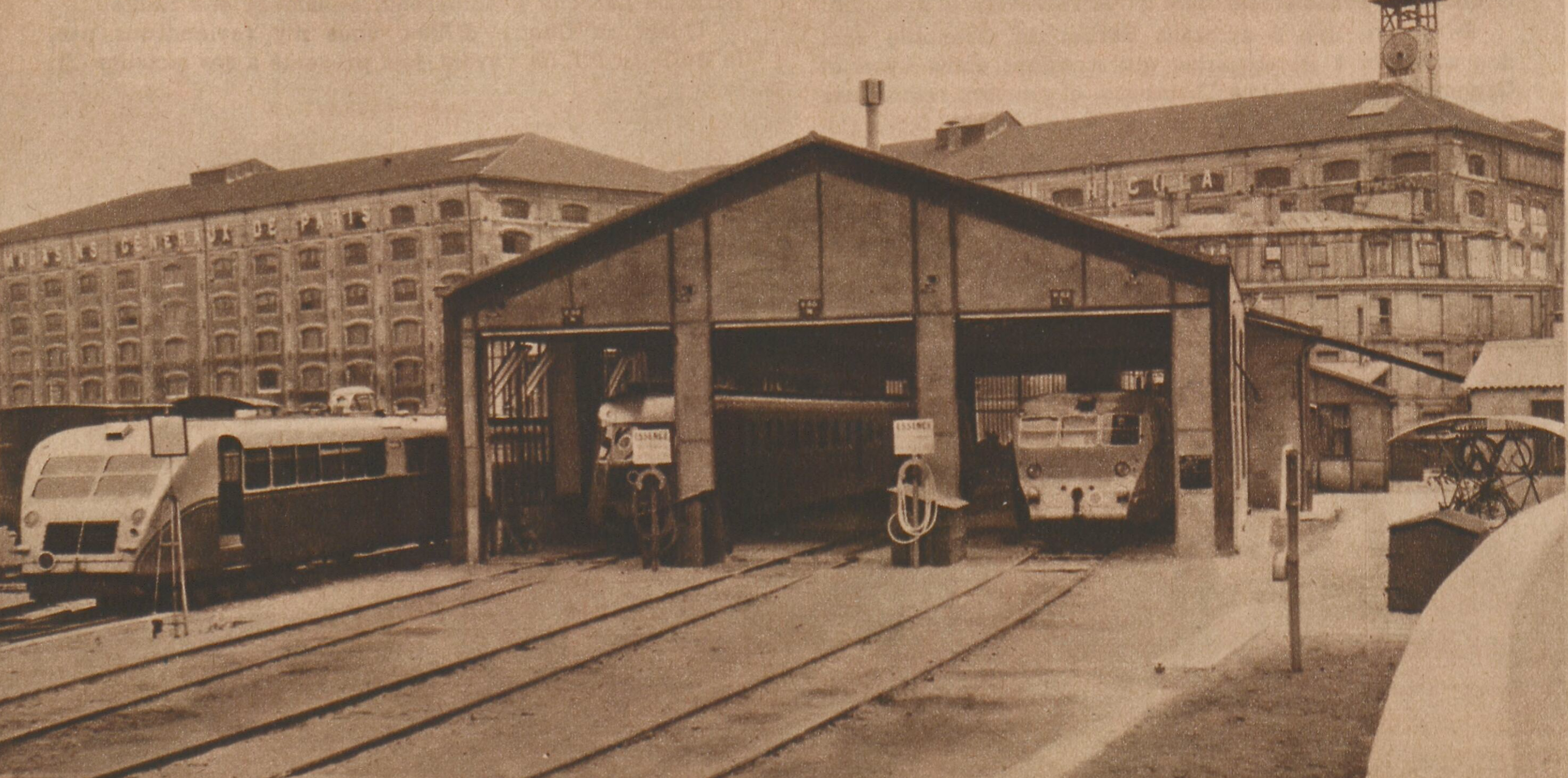
Centre de Paris-Bercy avec autorails Bugatti et Renault.
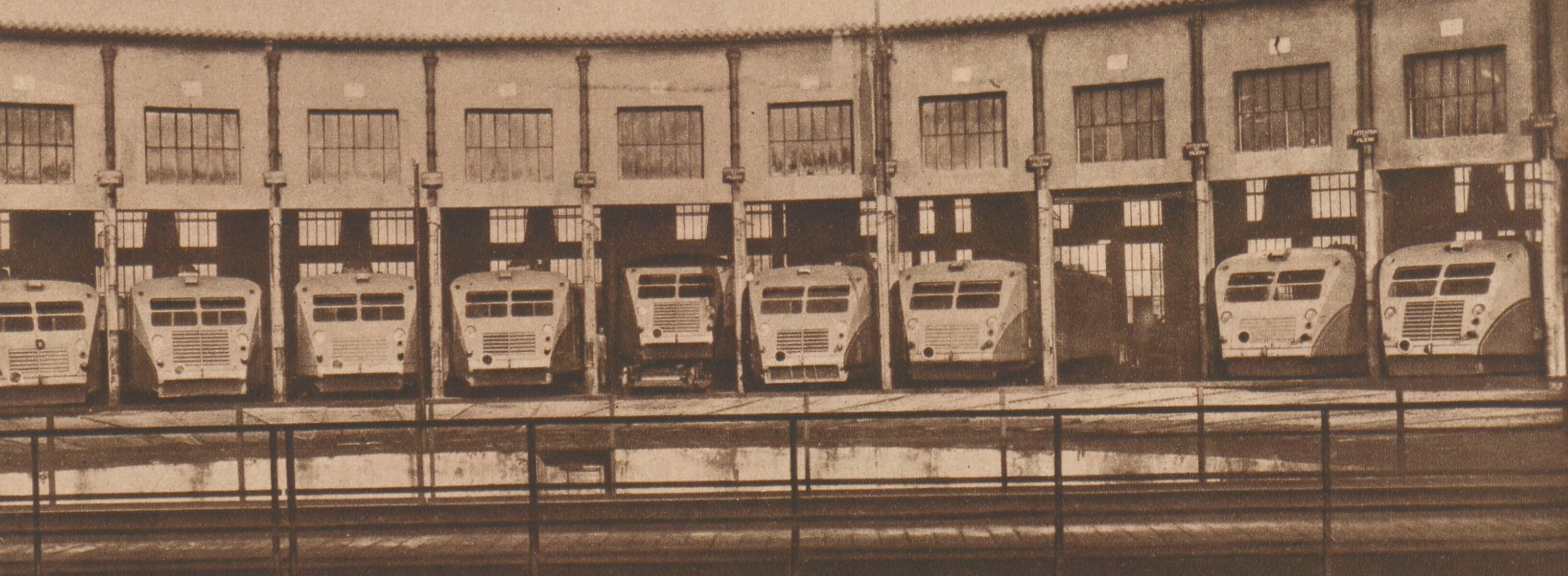
Centre de Nice avec autorails Bugatti.

Face au besoin grandissant de former des agents de conduite de plus en plus nombreux, le PLM installe à côté de la gare de Dijon-Ville une école d'apprentissage spécialisée. L'école est ouverte le 1er juillet 1935. Les élèves reçoivent une instruction complète en fonction de leur affectation et selon s'ils se destinent à la conduite ou à l'entretien des autorails. Des cours théoriques et pratiques sont dispensés au cours d'un stage de plusieurs semaines. Quatre autorails sont affectés aux formations de conduite : les deux Renault PS (à essence) et les deux Delaunay-Belleville (au gazole) circulent sur la ligne de Dijon-Ville à Épinac pour l'apprentissage des conducteurs.
| Localisation                  | Date d'ouverture                             | Effectif au 1er août 1937 |
| ----------------------------- | -------------------------------------------- | ------------------------- |
| Lyon-Vaise                    | 1er septembre 1933                           | 33                        |
| Besançon                      | 1er décembre 1935                            | 14                        |
| Besançon Annexe de Pontarlier | 1er juin 1933 Rattachée le 22 mai 1937       | 8                         |
| Nice                          | 1er novembre 1933                            | 15                        |
| Vénissieux                    | 22 juillet 1936                              | 13                        |
| Chalon                        | 1er mars 1936                                | 16                        |
| Grenoble                      | 1er juillet 1935                             | 13                        |
| Avignon                       | 1936                                         | 11                        |
| Avignon Annexe de Toulon      | 15 septembre 1933 Rattachée fin juillet 1937 | 2                         |
| Paris-Bercy                   | Entre 1933 et 1937                           | 6                         |
| Laroche                       | Entre 1933 et 1937                           | 6                         |
| Alès                          | Décembre 1933,                               | 6                         |
| Dijon École de conduite       | 1er juillet 1935                             | 4                         |
| Roanne                        | 3 octobre 1937                               | -                         |
| Clermont-Ferrand              | Octobre 1937                                 | -                         |

En septembre 1936, le PLM compte 260 agents de maintenance spécialisés et en novembre 1937, ce sont 326 agents qui ont été formés à la conduite d'autorails. La mise en service de nombreux autorails aux caractéristiques disparates contraint la compagnie à étudier d'une part les lignes et affectations possibles, en fonction du profil et du trafic notamment, mais aussi à déterminer les régimes d'exploitation permettant de minimiser les coûts tout en garantissant la sécurité des circulations.

## Liste des autorails
| Constructeur         | Immatriculation PLM                                   | Immatriculation SNCF | Mise en service | Effectifs | Centre autorail                                            | Illustration |
| -------------------- | ----------------------------------------------------- | --- | --------------- | --------- | ---------------------------------------------------------- | ------------ |
| Baudet Donon Roussel | ZZ A 1 à 4 ZZ A 5 et 6 (ex-PO-Midi)                   | - | 1934            | 4 + 2     | Pontarlier                                                 |              |
| CGC                  | ZZ B 1 à 4                                            | ZZ GC 10005 à 10008 (1938)                                                                                                  | 1933-1934       | 4         | Nice                                                       |              |
| Delaunay-Belleville  | ZZ C 1 et 2                                           | - | 1935            | 2         | Dijon (1935) École de Dijon (1935)                         |              |
| SOMUA                | ZZ D 1 et 2 (type AL)                                 | - | 1933            | 2         | Pontarlier                                                 |              |
| SOMUA                | ZZ D 101 à 111 (type AL12)                            | ZZ S 1 à 11 (1938) XS 1 à 11 (1948)                                                                                         | 1936            | 11        | Avignon                                                    |              |
| CFMCF                | ZZ E 1                                                | ZZ FM 10001 (1938) | 1934            | 1         | Laroche                                                    |              |
| CFMCF                | ZZ E 2                                                | ZZ FM 10002 (1938) | 1934            | 1         | Laroche                                                    |              |
| EIC                  | ZZ F 1 à 4 (Pauline type 2)                           | ZZ C 11101 à 11104 (1938) X C 11101 à 11104 (1948)                                                                          | 1934            | 4         | Alès                                                       |              |
| EIC                  | ZZ F 101 et 102 ZZ F 103 (ex-AL) (Pauline type 2 bis) | ZZ C 11111 à 11113 (1938) X C 11111 et 11112 (1948)                                                                         | 1933            | 2 + 1     | Alès                                                       |              |
| Renault              | ZZ ACEyf 23101 et 23102 puis ZZ G 1 et 2 (type PS)    | ZZ R 1001 et 1002 (1938) | 1929            | 2         | Dijon (1929) École de Dijon (1935)                         |              |
| Renault              | ZZ G 101 et 102 (type VH)                             | ZZ R 2101 et 2102 (1938) X 2101 et 2102 (1948)                                                                              | 1933            | 2         | Lyon-Vaise                                                 |              |
| Renault              | ZZ G 201 à 214 (type VH)                              | ZZ R 2111 à 2123 (1938) X 2111 à 2123 (1948)                                                                                | 1934            | 14        | Lyon-Vaise Toulon Laroche                                  |              |
| Renault              | ZZ G 301 à 305 (type ABV)                             | ZZ R 101 à 105 (1938) | 1936            | 5         | Lyon-Vaise                                                 |              |
| Renault              | ZZ G 401 à 419 (type ABJ 1)                           | ZZ R 3001 à 3019 (1938) X 3001 à 3019 (1948)                                                                                | 1935            | 19        | Lyon-Vaise                                                 |              |
| Aciéries du Nord     | ZZ H 1 et 2 (type ADN)                                | ZZ A 1001 et 1002 (1938) | 1933            | 2         | Chalon-sur-Saône                                           |              |
| Aciéries du Nord     | ZZ H 101 à 112 (type ADN)                             | ZZ A 2201 et 2212 (1938) X A 2201 et 2212 (1948) X 22201 et 22212 (1962)                                                    | 1936            | 12        | Chalon-sur-Saône                                           |              |
| Bugatti              | ZZ K 1 à 3 (Bugatti double)                           | ZZ B 1 à 3 (1938) X B 1 à 3 (1948)                                                                                          | 1934            | 3         | Villeneuve-Saint-Georges (1934) Paris-Bercy (1935)         |              |
| Bugatti              | ZZ K 101 à 106 (Bugatti léger)                        | ZZ B 2301 à 2306 (1938) X B 2301 à 2306 (1948)                                                                              | 1935            | 6         | Nice                                                       |              |
| Bugatti              | ZZ K 201 à 218 (Bugatti allongé)                      | ZZ B 3001 à 3018 (1938) X B 3001 à 3018 (1948)                                                                              | 1935            | 18        | Nice (9 unités) Vénissieux                                 |              |
| Bugatti              | ZZ K 301 à 310 (Bugatti surallongé)                   | ZZ B 4201 à 4210 (1938) X B 4201 à 4210 (1948)                                                                              | 1937            | 10        | Vénissieux                                                 |              |
| Berliet              | ZZ M 1 et 2 (type RBD 250)                            | ZZ BE 1001 et 1002 (1938) X BE 1001 et 1002 (1948) X 31001 et 31002 (1962)                                                  | 1935            | 2         | Lyon-Vaise Grenoble                                        |              |
| Berliet              | ZZD M 101 à 104 (type RBD 250 marchandises)           | ZZ BE 2101 à 2104 (1938) X BE 2101 à 2104 (1948)                                                                            | 1935            | 4         | Lyon-Vaise Grenoble                                        |              |
| Berliet              | ZZ M 201 à 214 (type RBD 300)                         | ZZ BE 3001 à 3014 (1938) X BE 3001 à 3014 (1948) X 33001 à 33014 (1962)                                                     | 1937-1938       | 14        | Roanne                                                     |              |
| De Dietrich          | ZZ N 1 à 8                                            | ZZ D 2001 à 2008 (1938) X D 2001 à 2008 (1948) X 42001 à 42008 (1962)                                                       | 1935-1936       | 8         | Besançon                                                   |              |
| Decauville           | ZZ P 1 à 9 (nez de cochon)                            | ZZ DC 2001 à 2009 (1938) X DC 2001 à 2009 (1948) puis après transformation X DC 52001 à 52008 (1953) X 52001 à 52008 (1962) | 1936            | 9         | Grenoble                                                   |              |
| Michelin             | ZZ R 1 à 6 (micheline type 21)                        | ZZ M 4301 à 4306 (1938) X M 4301 à 4306 (1948)                                                                              | 1935            | 6         | Grenoble (juillet 1935) Besançon (décembre 1935, 2 unités) |              |
| Michelin             | ZZ R 101 à 105 (micheline type 23)                    | ZZ M 6101 à 6105 (1938) X M 6101 à 6105 (1948)                                                                              | 1937            | 5         | Clermont                                                   |              |

| Constructeur | Immatriculation PLM          | Immatriculation SNCF                                                     | Mise en service | Effectifs | Remarque |
| ------------ | ---------------------------- | ------------------------------------------------------------------------ | --------------- | --------- | --- |
| Berliet      | Non immatriculé (type ANA)   | -                                                                        | 1922            | 1         | Prototype d'autorail Berliet qui réalise des essais sur l'embranchement de l'usine de Vénissieux et entre Lyon et Aoste Saint-Genix (CFEL) en 1922. |
| SOMUA        | ZZ D 201 (type ALB)          | ZZ S 1001 (1938)                                                         | 1942            | 1         | Prototype commandé par le PLM et livré à la SNCF. Détruit le 25 mai 1944 lors du bombardement des usines SOMUA de Vénissieux.                       |
| Renault      | Non immatriculé (type AET)   | ZZ R 6001 (1938)                                                         | 1937            | 1         | Prototype Renault réceptionné par le PLM et probablement acheté par la SNCF. Détruit en mai 1944 lors du bombardement du dépôt de Vaise.            |
| Renault      | Non immatriculé (type ADX 2) | ZZ R 5201 à 5208 (1938) X 5201 à 5208 (1948)                             | 1938-1940       | 8         | Commandés par le PLM et livrés à la SNCF. |
| De Dietrich  | ZZ N 101 et 102              | ZZ D 2629 et 2630 (1938) X D 2629 et 2630 (1948) X 42621 à 42630 (1962)  | 1937            | 2         | Commandés par le PLM et livrés à l'Est. |
| De Dietrich  | ZZ N 201 et 202              | ZZ D 4001 et 4002 (1938) X D 4001 et 4002 (1948) X 44001 et 44002 (1962) | 1938-1940       | 2         | Commandés par le PLM et livrés à la SNCF. |

## Livrée des autorails

Macaron Mer et montagne.

Les autorails du PLM revêtent en grande majorité une livrée avec bas de caisse bleu ciel et haut de caisse gris clair. La séparation entre les teintes peut être soulignée d'un liseré gris clair, noir ou jaune et le pavillon peut être plus clair que les faces des engins. Les marquages sont jaunes ombrés de noir. D'autres, comme le Renault PS ou les Delaunay-Belleville de Dijon, arborent une livrée vert foncé. Certains reçoivent sur leurs flancs le macaron Mer et montagne du PLM dont les couleurs ne sont pas connues.

## Affiches
Symboles de modernité, de renouveau voire de confort et de vitesse, les autorails du PLM ne manquent pas d'être mis en avant sur les affiches promotionnelles de la compagnie. Une affiche de Troy représente même un engin futuriste filant sur une ligne non identifiable avec la simple mention « Autorails ».

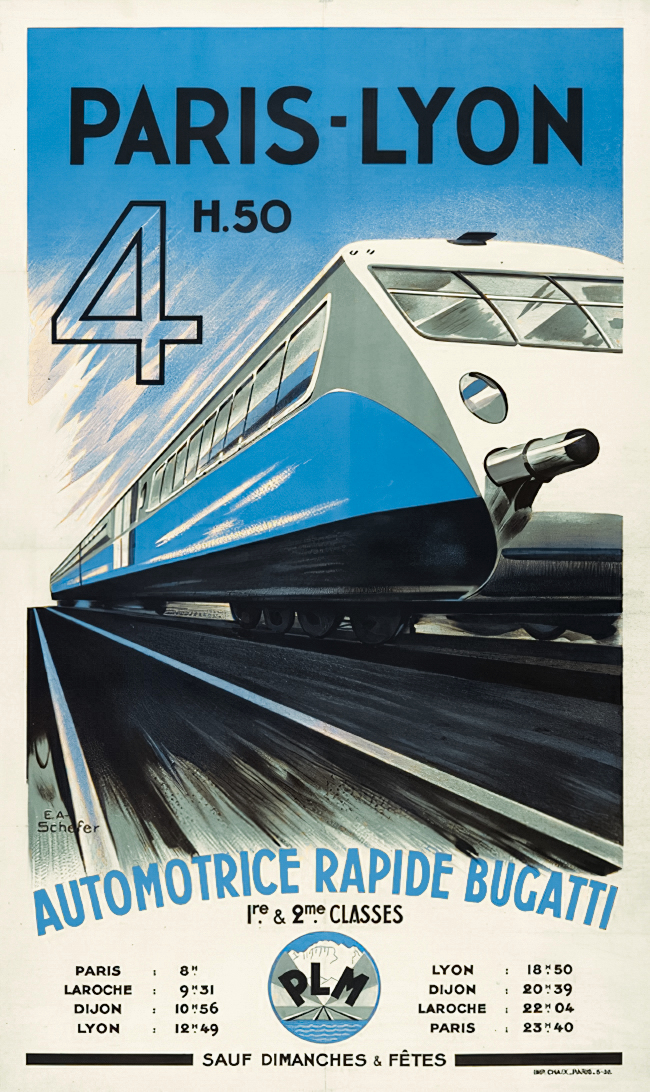
Autorail Bugatti double pour la relation Paris-Lyon, Émile André Schefer.
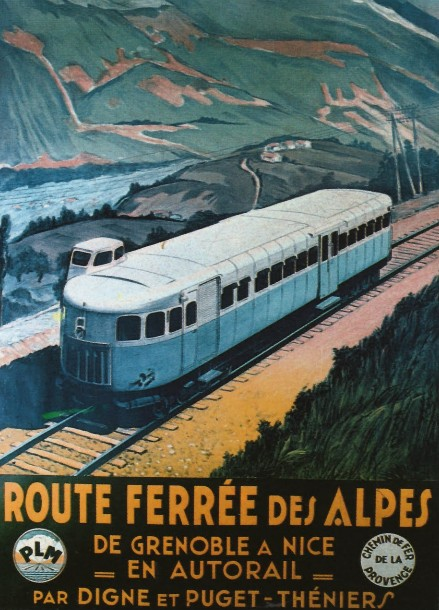
Micheline type 21 parcourant la ligne des Alpes.